# Casiano Chavarría
José Bustamante (1903. augusztus 1. – ?) bolíviai válogatott labdarúgó.
A bolíviai válogatott tagjaként részt vett az 1930-as világbajnokságon és az 1926-os és az 1927-es Dél-amerikai bajnokságon.

## Külső hivatkozások
- Casiano Chavarría a FIFA.com honlapján Archiválva 2015. február 4-i dátummal a Wayback Machine-ben